# Almedina de Tetuão
A Almedina de Tetuão é o centro histórico islâmico da cidade de Tetuão, Marrocos. É muito característica e tradicional. As casas da almedina são quase todas brancas e baixas. Em toda a almedina existem artesãos, como tecelões, joalheiros, peleiros, etc. Existem também muitos vendedores de rua, que vendem tapetes a turistas.
Tétouan teve muita importância no período islâmico, pois serviu como principal ponto de contacto entre Marrocos e o Al-Andalus. Depois da Reconquista, a cidade foi reconstruida por refugiados andaluzes que haviam sido expulsos pelos espanhóis. Isto é bem demonstrado pela sua arquitetura, que revela influência andaluza. Embora seja uma das mais pequenas das almedinas marroquinas, Tetuão é a mais completa, e foi praticamente intocada.

## Ligações Externas
- «UNESCO - Medina de Tetuão» (em inglês)